# Braemgebouw

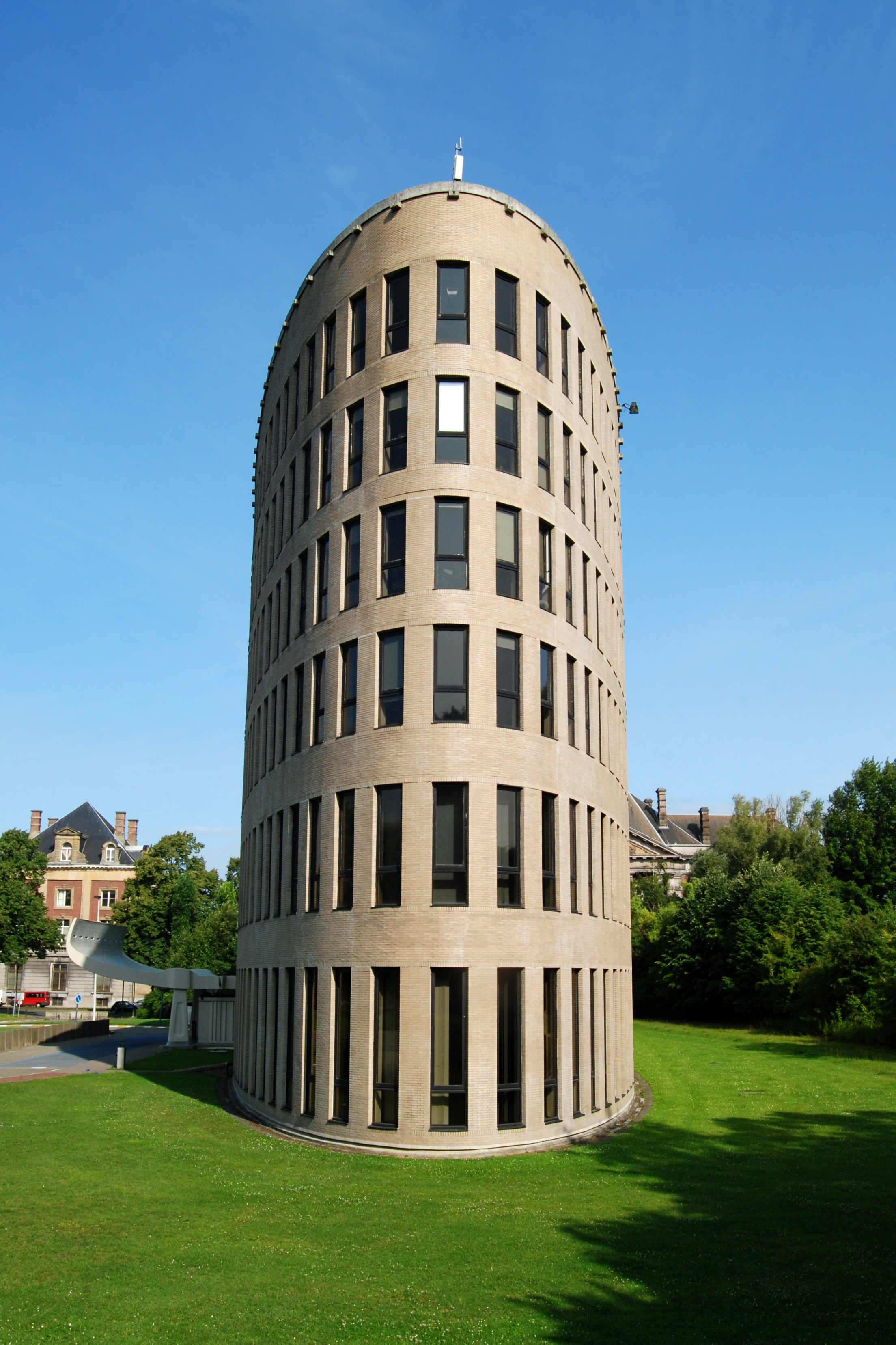

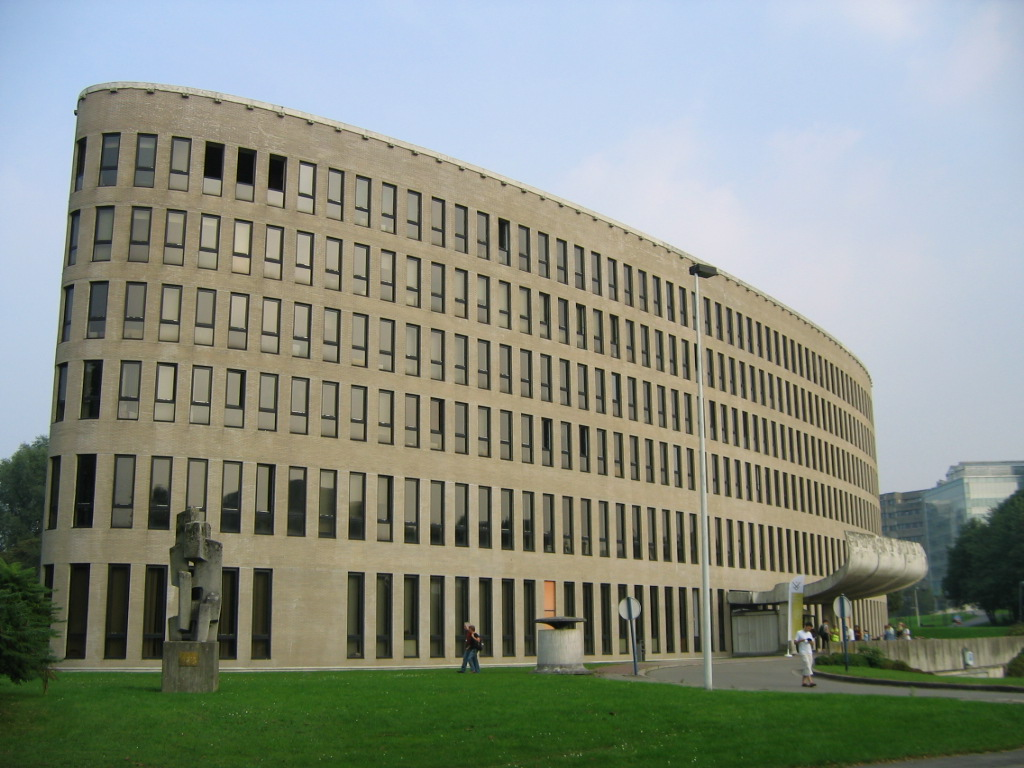

Het Braemgebouw voorheen gebouw M is een gebouw op de Campus Etterbeek van de Vrije Universiteit Brussel in de Belgische gemeente Elsene. Het gebouw staat aan de Pleinlaan 2.

## Geschiedenis
In 1971 werd architect Renaat Braem aangesteld om een nieuw rectoraatsgebouw op te trekken. Het terrein was eerder een oefenterrein van het leger. Ten noorden van het gebouw staan aan de overzijde van de Generaal Jacqueslaan nog twee kazernecomplexen.
In 1974 werd met de bouw begonnen en op 26 mei 1976 werd het gebouw ingehuldigd. 
In de periode 1976-1984 werkt de architect zelf van tijd tot tijd aan de muurschilderingen.
in 2007 werd het rectoraatsgebouw als beschermd monument geclassificeerd.
In 2020 werd het gebouw officieel naar Renaat Braem genoemd.

## Gebouw
Het gebouw telt vijf verdiepingen en is opgetrokken op een ellipsvormig plattegrond. De lengte van het gebouw bedraagt 76 meter en op zijn breedst meet het gebouw 16 meter. De ellipsvorm is op meerdere plekken in het gebouw toegepast, waaronder ook de trap.